# 清水正 (文芸評論家)
清水 正（しみず まさし、1949年2月8日 - ）は、日本の文芸批評家、元日本大学芸術学部教授。
千葉県我孫子市生まれ。日本大学芸術学部卒。「D文学通信（Д文学通信）」編集発行人。
フョードル・ドストエフスキーと宮沢賢治を中心に論じ（経歴前半は精力的にドストエフスキーを多数論じ、中半から宮沢賢治論も充実してゆく）、のち学生との共著形式で「D文学研究会」から多数の著書・編著を刊行。対象はグリム童話、つげ義春、映画、漫画など多数に及ぶ。
1991年に発行された「Д文学通信」38号、および同初出を収録した「宮崎駿を読む 母性とカオスのファンタジー」(2001年)において、映画「となりのトトロ」のサツキとメイの母（草壁靖子）は死亡しているとする自説を提唱している。

## 著書
- ドストエフスキー体験 清山書房 1970
- 停止した分裂者の覚書 豊島書房 1971
- ドストエフスキー体験記述 私家版 1974
- ドストエフスキー中期二作品 呼夢書房 1981
- 「虐げられた人々」論 1981
- ドストエフスキー「罪と罰」の世界 創林社 1986
- 死と復活の秘儀「白痴」の世界 Д文学研究会 1987
- 死と復活の秘儀 『アンナ・カレーニナ』と『銀河鉄道の夜』の世界 Д文学研究会 1988.11
- ドストエフスキー初期作品の世界 沖積舎 1988
- 宮沢賢治とドストエフスキー 『銀河鉄道の夜』と『カラマーゾフの兄弟』における死と復活の秘儀 創樹社 1989（呼夢叢書）
- 『悪霊』論 ドストエフスキーの作品世界 鳥影社 1990.7
- ドストエフスキー『悪霊』の世界 鳥影社 1990.9
- 宮沢賢治の神秘的世界 『風の又三郎』と『よだかの星』をめぐって 鳥影社 1990.12
- 『注文の多い料理店』の世界 宮沢賢治を読む 鳥影社 1991.10
- 『注文の多い料理店』の世界 Д文学研究会 1991
- ドストエフスキー『罪と罰』の世界 鳥影社 1991.11
- ドストエフスキー『白痴』の世界 鳥影社 1991.11
- 宮沢賢治の宇宙 『銀河鉄道の夜』の謎 鳥影社 1992.9
- 宮沢賢治の宇宙 Д文学研究会 1992
- 宮沢賢治の神秘 『オツベルと象』をめぐって 鳥影社 1992.10
- 宮沢賢治を解く 『オツベルと象』の謎 鳥影社 1993.4
- 宮沢賢治・童話の謎 『ポラーノの広場』をめぐって 鳥影社 1993.5
- 『悪霊』の謎 ドストエフスキー文学の深層 鳥影社 1993.8
- 宮沢賢治・イーハトーブの森 『グスコーブドリの伝記』をめぐって 鳥影社 1993.12
- 宮沢賢治・不条理と母性 Д文学研究会 1994
- ドストエフスキーの暗号 作品に隠された数々の神秘的符号から浮かび上がる<予言>とは? 日本文芸社 1994.4
- 宮沢賢治・不条理の火と聖性 『貝の火』をめぐって 鳥影社 1994.5
- 赤ずきんちゃんは狼だった グリム童話の深層と再構築 鳥影社 1994.9
- ビートたけしの終焉 神になりそこねたヒーロー D文学研究会・星雲社 1995.3
- 謎とき『ヘンゼルとグレーテル』 グリム童話の深層と再構築 D文学研究会・星雲社 1995.5
- 宮沢賢治・童話のエロス 謎とき『どんぐりと山猫』 D文学研究会・星雲社 1995.7
- 賢治童話の魅力 学生と読む『貝の火』『水仙月の四日』（編著）D文学研究会・星雲社 1995.10
- つげ義春を読む 現代書館 1995.11
- 宮沢賢治・終末と創世の秘儀 『まなづるとダァリヤ』の謎 D文学研究会・星雲社 1996.8
- 宮沢賢治・憤怒とダンディズム 『土神ときつね』をめぐって D文学研究会・星雲社 1996.8
- 学生と読む賢治の童話（編著）D文学研究会・星雲社 1996.11
- 『オイディプス王』を読む D文学研究会・星雲社 1997.7
- カフカの『変身』まで オイディプス的野望とその挫折 D文学研究会・星雲社 1997.7
- つげ義春を解く 現代書館 1997.7
- 宮沢賢治 悪・エロス・力 D文学研究会・星雲社 1997.11
- つげ義春の快楽 学生と読むつげ義春（編著）D文学研究会・星雲社 1997.12
- 阿部定を読む 現代書館 1998.3
- 宮沢賢治・不条理と母性 『やまなし』をめぐって D文学研究会・星雲社 1998.9
- 阿部定 学生と読む阿部定予審調書（編）D文学研究会・星雲社 1998.12
- 本当は知りたくなかったグリム童話 KSS出版 1999.4
- グリム童話・Xファイル 韓国語訳 1999
- ケンジ童話の深淵 D文学研究会・星雲社 1999.8
- 清水正が読む浦沢直樹・「モンスター」 D文学研究会・星雲社 1999.12
- 佐藤洋二郎の文学 D文学研究会・星雲社 2000.3
- ミステリーゾーン・謎がいっぱいケンジ童話劇場 鳥影社 2001.3
- 今村昌平を読む 母性とカオスの美学 鳥影社 2001.11
- 宮崎駿を読む 母性とカオスのファンタジー 鳥影社 2001.12
- 佐藤洋二郎を読む（編著）D文学研究会・星雲社 2001.12
- ドストエフスキー&宮沢賢治（編著）D文学研究会・星雲社 2001.5
- 『マンガ論』へようこそ D文学研究会・星雲社 2002.11
- 土方巽を読む 母性とカオスの暗黒舞踏 鳥影社 2002.7 「暗黒舞踏論」と改題
- つげ義春を読め 鳥影社 2003.7
- 志賀直哉とドストエフスキー 鳥影社 2003.9
- ケンジ童話を読め 1 鳥影社 2003.12
- 遠藤周作とドストエフスキー D文学研究会・星雲社 2004.9
- チェーホフを読め 鳥影社 2004.4
- 実存ホラー漫画家日野日出志を読む 母胎回帰と腐れの美学 D文学研究会・星雲社 2004.12
- 志賀直哉 自然と日常を描いた小説家 D文学研究会・星雲社 2005.11
- ケンジ童話の授業 「雪渡り」研究 山下聖美、峰村澄子共著 D文学研究会 2005.5
- 三島由紀夫・文学と事件 予言書『仮面の告白』を読む D文学研究会・星雲社 2005.9
- 赤ずきんちゃんは狼だった グリム童話の深層と再構築 鳥影社 1994.9
- 童話集「注文の多い料理店」を読む D文学研究会・星雲社 2007（清水正・宮沢賢治論全集）
- ケンジ・コードの神秘 清流出版 2007.6
- 増補版 つげ義春を読む 現代書館 2008
- 林芙美子と屋久島 D文学研究会  2011
- 「浮雲」放浪記　№1 Д文学研究会 2011
- 世界文学の中のドラえもん D文学研究会 2012
- 「浮雲」放浪記　№2 Д文学研究会 2012
- 「浮雲」放浪記　№3 Д文学研究会 2013
- 林芙美子「浮雲」の世界　№1 Д文学研究会 2013
- 林芙美子の文学 「浮雲」の世界 No.2 Д文学研究会 2016
- 清水正･宮沢賢治論全集 第二巻 D文学研究会 2017
- 「浮雲」放浪記No.4 Д文学研究会 2017
- 林芙美子「浮雲」における死と復活の秘儀──成瀬巳喜男の映画「浮雲」を視野に入れて── Д文学研究会 2017
- 「浮雲」放浪記 №5日(完結篇) Д文学研究会 2018
- 清水正・ドストエフスキー論全集 1－10 D文学研究会・星雲社 2007-2018